# 戰地之王
《A.V.A 戰地之王》（簡稱A.V.A、戰地之王），是一款由韓國遊戲公司樂度得（Redduck）以虛幻引擎3所開發的第一人稱射擊線上遊戲。遊戲製作人鄭然擇表示他在研究過一些畫面較為突出的單機遊戲，如《決勝時刻》和《戰地風雲》等射擊遊戲後，也想製作一部同等級的線上遊戲，選擇了能夠掌握其特性的遊戲引擎虛幻引擎3作為製作工具。《A.V.A 戰地之王》不僅是全球第一款以虛幻引擎3開發的第一人稱射擊線上遊戲，也於2007年的韓國國際遊戲展示會獲得「大總統獎」的榮譽，甚至在日本WebMoney Award上連續數次獲得「最佳遊戲獎」。

## 遊戲縱覽

### 劇情
時空背景設定在架空的現代，從蘇聯解體後開始，遊戲建構了一個宏大的平行世界，其中蘇聯人民雖獲得了自由，卻也同時面臨資本主義所帶來的經濟衝擊，往日與美國爭雄的光榮不復存在。在這樣的時代氛圍裡，蘇聯出現一個往後即將挑戰全世界的強人，不願意把往日榮光深埋在記憶深處，隨後即將帶領蘇俄大軍席捲整個歐洲大陸。
作為以現代戰爭為主的線上遊戲，每一張遊戲地圖都有劇情。部分遊戲角色參考了歷史真實存在的戰爭人物：像是俄羅斯帝國的貴族阿納斯塔西婭·尼古拉耶芙娜·羅曼諾娃、二次世界大戰時期蘇聯陸軍著名的狙擊手瓦西里·扎伊采夫，以及將一些原創角色：像是在二次世界大戰中在歐洲和非洲前線流傳的德語戰爭歌曲莉莉瑪蓮的擬人化角色、英國民間傳說的俠盜羅賓漢的妻子瑪莉安、庫德族出身的女性狙擊手珊娜‧喬娜黎恩（Shenah Jalalian），因戰爭的屠殺喪失雙親，而加入庫德斯坦工人黨。

### 遊戲模式
遊戲製作人鄭然擇希望遊戲能夠脫離以《戰慄時空之絕對武力》的模式為主的現象，也希望能夠研發更多新模式。在研發合作模式期間也影響了其他的線上遊戲，也設定定期要做新的地圖或模式。
- 爆破：在指定地點安裝或解除C4炸彈[6]，是射擊遊戲的經典玩法之一[7]。
- 殲滅：雙方隊伍互相消滅，成功擊殺對方後可取得分數，最先到達目標或最高的那一隊獲勝。此模式亦有擊殺自己以外的個人戰[8]。
- 戰車/占領：攻守兩方的攻防戰[9]，進攻方要竭盡所能的護送戰車抵達目標，防守方則可以RPG火箭筒破壞戰車，阻止戰車繼續前進[10]，在戰車受損時進攻方可進行修復，以讓戰車繼續前進。[6]
- 合作：是個PVE模式，每張關卡地圖的目標不一定相同。玩家都將面對敵對的AI與關卡的挑戰，考驗玩家的團隊默契與技術。[10]
- 逃脫：一方要前往指定目標逃亡，而另一方要阻止並殲滅它們[11]。
- 殭屍：在殭屍模式中，總共分成「宿主」、「殭屍」與「人類」三種角色，遊戲一開始系統會隨機挑選宿主，被選中的玩家就只能以近戰攻擊的方式，對人類進行感染成為殭屍。殭屍陣營的任務就是宿主將感染擴散出去，直到在場的所有人類都成為殭屍為止；而人類陣營，則是要想辦法消滅所有宿主和殭屍，或在時間內存活才得以獲勝。[12]2020年製作團隊表示此模式自2012年推出以來能遊玩的地圖只有4張，製作團隊表示玩家對該模式的反響不大，除非玩家對於殭屍模式有一定程度的需求才會製作新內容。[13]

### 遊戲兵種
遊戲兵種分別有「偵察兵」、「步槍兵」、「狙擊兵」三種。玩家角色可依照各種場地的戰鬥地點、戰況隨時變換，不同的兵种可为自己所屬的隊伍做出不同的贡献。遊戲也設計了共通和各兵種獨立的技能系統，只要在遊戲中累積計數或時間來達成目標就可能學習兵種技能。例如玩家若常常進行衝刺的話，系統則會回饋給兵種經驗、並使衝刺技能成長。遊戲製作人鄭然擇表示兵種技能的設計主要是讓玩家有角色成長的感覺，研發團隊確保技能不會破壞到遊戲的平衡性，玩家也不會因為完成學習了某個技能就會比其他玩家強很多或是每次都能獲勝。在遊戲各個模式中，隨著每次戰鬥結束（陣亡或攻守交換）後就可以變更玩家使用的兵種，來對應戰場上的各種需求。
偵察兵
移动速度和机动性相當快速，是奔向战场的士兵。主武器為冲锋枪，连射速度快但威力较小、後座力小。
步枪兵
具有优秀的防御力，在近距离和远距离中全部适用的基本士兵。主武器為突击步枪，在中距离中能展现攻击力，但后坐力高。在所有情况的战斗下，发挥稳定的攻击和防御能力为最大的特点。在三种兵种中占据着最基本的地位，但在近距离戰鬥中有些不如侦察兵，在远距离戰鬥中有些不如狙击兵。
狙擊兵
具有在远距离中可以精确射擊為主的士兵。在最长距离中可以进行非常有效的攻击，适合特定区域的防守及掩护部队的攻击或辅助。主武器為狙击枪，虽然连射很慢，但攻击力非常强大，使用副武器可比其他兵種更加靈活，便可彌補近距離戰鬥中不足的缺點。狙击手象征着无论敵人在多远的距离都可以攻击的士兵。雖然在近距离戰鬥中不如侦察兵、步枪兵，但在远距离中全体攻击或狙击等能力都相当突出。狙擊兵本身具需要有良好的大局观和战场洞察力。

### 武器
遊戲製作人鄭然擇強調他和製作團隊相當重視平衡性。他表示，《戰地之王》分別在韓國和日本營運了3年和2年之久，並沒有出現武器失衡的問題，包括新的槍枝，他們希望在設計的槍枝是把特性顯大、但差異不會太大，藉此不破壞平衡性，不會推出一口氣可以殺死很多對手的無敵槍枝。他並特別以AK47與M4卡賓槍兩把不同的武器為例，AK47攻擊力強大但是難以操作，M4則是有相當不錯的連射性與容易操作為特點，但是火力較小，而像後來出的AN94、HK G36突擊步槍等槍枝火力比較弱、但穩定性高，兩把槍枝都有其特色；遊戲中的每把槍各有各樣的特點，但是又不會出現某一把帶過於強大的現象，從遊戲商城中近40種槍械的銷售數字來看都很平均，他們因此認為槍枝在設計上的平衡是相當不錯的。製作團隊在研發期間講究真實性，完全沒開發娛樂性武器的打算，但隨著遊戲在韓國等地經營一段時間，以及玩家對這樣的道具有興趣，因此他們有在開發萬聖節頭盔、手榴彈等，但不考慮做水槍，未來若有其他有趣的元素還會繼續開發。
在遊戲中亦有槍枝訂製、改造系統，每一把主武器槍枝，都可以改造各部位的零件，來調整槍枝的性能。槍枝可以改造的部位有槍口、戰術魚骨、槍管、扳機、握把、槍托、外裝顏色，每一把槍都有各專屬的零件組。。每個零件都有耐久度，使用多次就有可能損毀。

## 開發

### 遊戲引擎
遊戲引擎採用開發第三人稱射擊遊戲《戰爭機器》（Gears of War）的虛幻引擎3，這使《戰地之王》成為全球第一款使用虛幻引擎3開發的第一人稱射擊線上遊戲。遊戲透過虛幻引擎3的開發下打造了逼真的場景，也有細微的環境變化，例如從室內走到室外可以感受到光影的變移，坐在戰車上眼前的視線將因飛揚的塵土而變得模糊，開槍與爆破時可以感受到力量的反饋等細緻的環境互動。具有清晰的光影效果、紋理細節對比、非常細膩的抗鋸齒效果。黑色的膚色，能夠在陽光下光影突顯。人物的身上可以反射出炸弹指示灯上锁泛出的红光以及闪光弹爆炸的一瞬间。遊戲中的人物動作、物件受到物理效果影響，在對戰中可以看到其他玩家的鋼盔因子彈命中而彈飛，或是人物被手榴彈炸飛後滾落地面，若直接命中角色頭部、腹部等防禦較弱的要害，就會瞬間噴出的血霧，更能在牆上留下的血痕。
Redduck的開發本部長鄭然擇表示，當初研發《戰地之王》會選用虛幻引擎3除了覺得它的視覺效果好外，主要是可以縮短開發時間；他們覺得在製作地圖、畫面資源套用在引擎上時很容易，可以縮短時間，加上研發團隊能掌握虛幻引擎3特性，因此雖然這套引擎較貴，但他們還是選擇使用虛幻引擎3，後來也果如其然的將初期版本的開發時程壓縮在1年半以內，不過部長也笑著說：「後來持續的開發時間，可遠比這一年半要來多得多了。」

### 研發構想
2010年10月14日，遊戲製作人鄭然擇來到台灣接受媒體訪問，鄭然擇表示，最初研發構想時，以往單機遊戲的第一人稱射擊遊戲畫面較為突出、線上遊戲第一人稱射擊遊戲則畫面較為普通，當他在看到《決勝時刻》、《戰地風雲》系列時，就思考線上遊戲怎麼做不到一樣的效果，他做了不少研究，並認為當初線上射擊遊戲不如單機的部分包括畫面、音效與效果，他希望能盡力做到與單機射擊遊戲差不多的水準。
以往很多線上第一人稱射擊遊戲是以個人為主、個人可以當英雄鎮壓四方，製作人強調《戰地之王》則是顯現合作團隊的精神，當初在韓國上市時，製作人也發現這種風格也與其他線上射擊遊戲不同。其他遊戲在人數五比四的情況下，四人隊伍可能也有機會贏，但製作人說明《戰地之王》在平衡性設計上，基本上應該是五個人隊伍會贏；如果有玩家的個人技巧很厲害，這有助於團隊取得勝利，但製作人也表示一定要團隊合作的情況下才會贏。《戰地之王》在團隊方面設計有指揮官系統，指揮官
可以用雙筒望遠鏡鎖定敵人位置，若隊伍有人殲滅敵人，團隊所有人都可得分。
在研發時，與韓國知名軍事雜誌總編輯合作，由他們來考證遊戲中的所有武器與軍服，且研發團隊的企劃組也請了對軍事有相當了解的人才。針對玩家間可能因為實力差距導致戰局老是朝一方倒，導致玩家厭倦的問題，鄭然擇表示，傳統玩家一進入遊戲房間，系統就會自動將玩家們分成兩個隊伍，製作團隊設計了自動平衡玩家分配的系統，並可讓玩家選擇是否要開啟自動平衡分配系統，系統會依照每位玩家的經驗值、技能、徽章等去計算，來平衡分配兩方隊伍的成員。
當初遊戲一開始有考慮設計氣候變化，但因為遊戲當初要運行的電腦系統要求較高，若加入下雨等氣候效果的話，要求的規格會更高，這會讓一些玩家沒法享受遊戲內容，因此當初尚未加入氣候變化效果。遊戲在之後重新推出了零度煉獄這張遊戲地圖，並添加了「天候系統」，其屋頂被移除外，增加了雪地效果，後來新增了叫極地征途（White Out）的地圖，是首個實現「飄雪」系統的地圖。
製作團隊從市場觀察，第一人稱射擊遊戲是以槍戰為主，原本男性玩家比例就比女性高，而《戰地之王》又是以更吸引男性族群的虛擬現代戰爭，有鑑於女性玩家成長，製作團隊為了能夠吸引更多女性族群玩家而開始設計女性角色。製作團隊在開發另一款線上射擊遊戲時，有考慮加入軍犬角色，但他們發現了製作軍犬AI的困難，他們知道在角色扮演類型帶寵物是很普遍的，但在線上第一人稱射擊遊戲帶軍犬對他們來說太困難了，因此還在考慮中。鄭然擇說，他覺得《戰地之王》很有趣的一點是遊戲內持槍奔跑的功能是線上遊戲很少會有的設計，當初持槍跑步這個功能是為了增加遊戲的真實性而製作的，一開始沒有打算用電腦鍵盤WSAD中的按下兩次W鍵進行奔跑的設定，但因為其它按鍵被佔用了、所以選擇使用W鍵。

### 發行
2008年在韓國正式營運。同年6月16日中國大陸由騰訊取得代理權，負責發行的NeoWiz中國分公司總經理Mr.Han表示：「《A.V.A》是一款革命性的網路FPS遊戲，遊戲採用的戰略性兵種系統能夠形成兵種團隊配合作戰；而每個兵種都擁有各自不同的技能，並且會跟隨角色經驗成長。玩家可以自行DIY，打造出一把具備獨特功能與外形的武器。不僅如此，《A.V.A》更提供了大量任務如爆破、運輸、死鬥、護送、夜間等各種任務。」，2007年7月10日在上海的騰訊公司舉行簽約儀式，2009年2月17日展開第二次封閉測試同年6月2日，IGN報導《戰地之王》將於2009的晚年開始在美國營運。2010年1月中國大陸開始營運。同年3月18日和信超媒體旗下的戰谷取得臺灣、香港、澳門代理權，10月1日宣布《A.V.A》，正式中文名稱定為《A.V.A 戰地之王》，戰谷副總經理洪岳農表示，「享受擊殺對手的瞬間快感，相信自己就是主宰戰場的王者，這也是『戰地之王』中文名稱想要表達的意義。」，並於同年11月17日開始營運。2011年6月14日《戰地之王》與其它四款免費遊戲一同登上Steam平台，維爾福的業務發展總監傑森·霍爾特曼（Jason Holtman）表示「免費遊戲的推出是Steam不斷發展的另一個典範，免費遊戲為客戶提供新的遊戲類型和遊戲體驗，同時也為開發商和發行商提供新的收入機會，也能接觸世界各地那些購買傳統包裝產品比不上免費遊戲受歡迎的客戶。」。同年9月1日在泰國開啟公開測試，其他東南亞國家也會陸續開放。11月10日，台灣官方宣佈《A.V.A 戰地之王》正式更名為《AVA 戰地之王 Revo》（Revolution）。2012年，主要在北美、南美和歐洲發行線上遊戲的Aeria Games收購了線上遊戲網站 ijji Games，ijji Games發行的線上遊戲《戰地之王》以及其它都將納入Aeria Games的平台上。
2013年初開始，台灣、香港、澳門營運商戰谷試圖爭取續約代理，但研發商於10月15日表示由於合約即將屆滿並停止續約及後續更新，10月18日，臺港澳營運商戰谷正式宣布結束營運，同年12月16日正式關閉伺服器，及後Garena於10月30日宣布取得臺港澳代理權，12月5日和信超媒體配合Garena開放帳號轉移至隔年3月3日，同年12月17日進行封閉測試，12月23日上午9時結束，同日下午15時開始公開測試。
2016年7月27日，En Masse Entertainment在新的遊戲官方網站宣布將為北美和歐洲重新發行《戰地之王》。8月26日，台灣Garena與韓國遊戲開發商RedDuck完成3年續約。9月，《戰地之王》在歐美已重新發行。2018年4月24日，歐美官方網站發布了遊戲將在6月29日結束營運的消息。同年4月多，製作團隊Redduck在遭遇財務困難後進行了企業財務重整程序，並於三個月後的7月31日宣布將採取「假馬競標（Stalking-horse）」方式出售，製作團隊表示是為了公司未來的穩定發展而做出的決定，且在整個併購協商過程中將不會對《A.V.A 戰地之王》的研發與服務造成任何影響，並預定在8月30日進行正式投標。
2019年6月18日，Garena宣布遊戲將於7月30日結束營運，因原廠更改了經營策略以及後續技術無法支援下關閉台灣、香港和澳門伺服器。同月28日，騰訊宣布代理合約即將到期，中國大陸伺服器將於9月25日結束營運，且將刪除所有遊戲資料，7月5日將關閉官方網站及We Game遊戲下載、停止註冊帳號、開放遊戲點數轉入其他遊戲的補償活動。
2020年4月17日，樂意傳播宣布取得台港澳的代理權，官方表示，戰地之王在推出前就受到矚目，當他們了解台港澳玩家仍有許多玩家熱愛這款遊戲時就決定主動聯繫原廠談代理之事，儘管做過資料整合但仍無法使用原本的帳號進行轉移，但他們表示會舉辦回饋活動。遊戲版本會以先前結束螢幕的版本接續，遊戲模式和地圖都不會少。槍枝方面，上線初期不會延續先前版本的數量，因為必須將韓版主流槍枝的變動納入考量以及大量槍枝會對玩家造成負擔，會以韓版的狀況進行調整。6月12日，樂意傳播表示在遊戲上市那天將會做出阻隔台港澳以外地區的IP位址。同月24日，樂意傳播宣布台港澳伺服器將於7月9日開啟公開測試。
2022年8月7日，全球發行商Neowiz宣布遊戲將於8月25日登上Steam平台，該平台將包含歐洲、美洲以及亞洲伺服器。

### 與代理商合作
2009年的Chinajoy上腾讯互动娱乐副总裁马晓轶先生表示，从公测到正式开启的过程中将会不断地添加进中国元素，一張叫作零度煉獄的遊戲地圖就是針對中國玩家設計的，其它對中國玩家覺得太過困難及複雜的地圖會做出調整。2010年3月，遊戲廠商邀請8名台灣玩家成立顧問團進行遊戲測試，直到正式上線為止，並將意見應用到全世界的版本。同年10月14日，遊戲製作人鄭然擇來到台灣接受媒體訪問，巴哈姆特GNN問及是否未來考慮加入台灣地圖或是事件，他回答，這要看代理商戲谷的想法，若是戲谷提出相關要求、研發團隊也覺得意見不錯，就有可能會製作。2011年1月20日，在去年10月遊戲製作人來台灣接受採訪並證實殭屍模式的開發消息之前，韓國原廠有鑑於《戰地之王》在台灣的好成績，加上代理商的爭取，最後選擇台灣作為殭屍模式的首發之地。2013年1月13日，原廠表示感受到台灣玩家的熱情，也經過台灣代理商的爭取，推出台灣客製化地圖士林夜市和中華民國自製的T65K2以及以台灣原住民獵刀參考設計的「勇士獵刀」。2014年9月19日，在Garena台灣競舞娛樂爭取下，台灣成為全球海外版本唯一擁有HD版本測試機會的地區。2016年8月26日Garena任內的《戰地之王》產品負責人與Redduck事業部金正勳室長簽訂續約代理的同時，深入討論未來開發方向與營運方針。2021年10月21日，台港澳伺服器再度推出以現實台灣景點金瓜石作為參考的遊戲地圖。

## 電子競技
2010年10月14日，遊戲製作人鄭然擇來到台灣接受媒體訪問，當問到舉辦國際性比賽時，他指出「《A.V.A 戰地之王》在韓國一直有舉辦比賽，去年開始国际电子竞技联合会也舉辦相關賽事，隨著韓國、美國、日本等地營運後，加上台灣與未來東南亞五國都將推出《A.V.A 戰地之王》，明年將準備更大規模國際性比賽；國際比賽最重要的是參賽每個國家版本最好一致，當初韓國、日本、美國版本相同，但中國大陸因為本地化內容較不同，如今他們開發了全世界的《A.V.A 戰地之王》版本，明年舉辦國際比賽平衡性將會一致。」11月16日，台港澳營運商戰谷執行長洪岳農在接受媒體訪問，問到是否有考慮讓《戰地之王》進軍參台灣電子競技一事，洪岳農表示，之前他就已經與台灣電競聯盟董事長黃博弘洽談過，是有考慮先參加TeSL甲組電競聯賽。4月5日，執行長洪岳農接受巴哈姆特電玩資訊站的採訪並表示，該年將把引進電子競技系統作為重要目標，《戰地之王》將與台灣電競聯盟合作，預定從四月中下旬起舉辦《戰地之王》2011年春季錦標賽，下半年還將打造積分制的聯賽，並計劃將選拔出優秀隊伍參與IeSF國際電競比賽。7月24日，2011《戰地之王》春季錦標賽於Taiwan open台灣電子競技公開賽的第二天進行。
2012年10月3日，《戰地之王》成為2012年国际电子竞技联合会的比賽項目，亞洲參賽一共有7國代表，因此將分為兩組，分組第一才能進入主賽，並與歐洲的兩隊代表以及北美代表爭奪第一的寶座，最後由韓國隊贏得冠軍。12月28日，《戰地之王》成為隔年台北國際電玩展電競大賽FPS指定項目，最後由香港隊與台灣隊打成平手。2013年国际电子竞技联合会於2013年11月1日的羅馬尼亞舉行三天的比賽。由於台灣的營運團隊戲谷在10月18日結束營運的同時，也未能獲得該次大賽採用的重大更新內容，將會讓台灣選手失去參賽公平性，營運團隊經幾番考量後忍痛宣布放棄該屆 IeSF 台灣參賽權。

### 戰地之王國際冠軍盃賽
戰地之王國際冠軍盃賽（AVA International Championship，簡稱AIC）是由Neowiz Games公司主辦的國際賽事，以在刺激競爭的比賽中追求愉快及融合為宗旨，期望能夠集結各國喜愛AVA的玩家進行交流，預計每年經過各國營運商的共同協議選定舉辦國。首屆國際冠軍盃賽由中國大陸營運商騰訊遊戲舉辦，並於2012年於1月7日在中國進行兩天的賽程，隔日進行總決賽。
第二屆於2013年2月23、24日的日本展開，有來自全球的五個國家、六支隊伍，最後由台灣代表隊Ahq eSports club奪冠。第三屆於2014年7月16、17日在台北進行，最後由台灣代表隊ahq e-Sports Club奪冠。第四屆於2015年8月29、30日於台灣的Garena電子競技館進行，參賽的六支隊伍將分成兩組並以三局兩勝的循環賽，隊伍有台灣的Ahq eSports club和台北暗殺星、韓國的clanHeat White、日本隊的DeToNater、中國隊Silent TopTeam及歐洲隊的Andromeda，最後由韓國的clanHeat White奪冠。第五屆於2016年7月2、3日進行，來自全球5個地區的台港澳區代表隊ahq e-Sports Club、Taipei Assassins、日本代表隊DeToNator、韓國代表隊Sensation、新馬代表隊Allegiance以及中國代表隊H1.man共6支隊伍，地點也在台灣的Garena電子競技館，最後由台灣隊伍ahq e-Sports Club奪冠。

### 戰地之王亞洲盃
戰地之王國際邀請賽（A.V.A International Friendly Match，簡稱IFM），是日本代理商為促進國際《戰地之王》風氣而舉辦的國際親善比賽。2013年第一屆賽事於5月3日進行，最後由韓國隊奪冠。2014年，第二屆賽事於4月26日進行，並由韓國隊奪冠。在2015年改名為AAC 亞洲盃（AVA Asian Cup，簡稱AAC），並將於每年4月舉行，至少有韓國、日本、中國、台灣4個隊伍出賽，贏得AAC冠軍隊伍可獲得世界盃總決賽（AWC）參賽資格。改名後的首屆賽事在5月23日的韓國首爾進行，參賽隊伍分別為韓國clanHeat White、日本Requish、中國n4Hunter，及台灣ahq e-Sports Club。官方表示，每年11月底，還會結算各地區的《A.V.A 戰地之王》聯賽排行前二名的隊伍，並選出14支隊伍出賽「AAC 亞洲盃」，出賽區域與名額分別為韓國、中國、日本、台港澳、歐洲／北美都有各2隊、南美則1隊，以及「AAC 亞洲盃」與「AIC 世界盃」獲勝隊伍，而獲得「AWC 世界盃」冠軍即可直接取得隔年「AWC 世界盃」的出賽資格。23日，首屆賽事由韓國隊clanHeat White奪下冠軍。

### 戰地之王世界盃總決賽
戰地之王世界盃總決賽（A.V.A World Championship，簡稱AWC），是原廠Red Duck舉辦的國際賽事，會有來自韓國、日本、台灣、中國、北美、歐盟、南美的頂尖玩家參賽，爭奪世界冠軍。與其他賽制不同之處的是，本賽事並非一國一支代表隊，一國將可以有一隊以上的隊伍參賽，最多將有13支隊伍參賽，冠軍隊伍即可確定獲得隔年世界盃的參賽資格。第一屆於2015年冬季進行，賽制將採取積分賽制進行。參賽隊伍是由當年AAC、AIC 冠軍及AWC大賽前（約每年12月）依照各隊獲得的積分高低決定出賽資格。未來所有國際競技大賽AAC、AIC、AWC代表隊伍皆會透過積分賽制決定出賽資格。官方指出，這樣的賽制使得一開始戰績較不理想的隊伍能有較長的準備期調適，有機會後來居上；而率先取得優勢的隊伍，仍必須以積極努力不懈的心態持續成長，避免被其他隊伍超越。
第一屆AWC將於2015年12月18日至20日的日本東京舉行，參賽隊伍有來自韓國、日本、中國、台港澳、美國／歐洲聯盟共5個地區12支頂尖戰隊集結，最後由韓國的clanHeat White奪冠。第二屆於2016年27、29日的日本橫濱舉行，本屆將由來自日本、台港澳、韓國、中國、新加坡／馬來西亞等5個地區共8支勁旅出賽，參賽隊伍分別為代表新加坡／馬來西亞的 Mystic、台港澳的Taipei Assassins、HOWL、中國的一個好漢四個幫、日本的Requish、DeToNator以及韓國的 ClanHeat White、Sensation，冠軍由韓國隊ClanHeat White拿下。

## 續作及手機遊戲
《A.V.A：The Rise of Shayka》（在日本稱為《AIMS A.V.A：Infinite Mercenaries' Story》）是韓國遊戲開發商Red Duck製作的《戰地之王》手機版，製作團隊以「韓國首款針對手機平台推出的 FPS」為目標而製作的第一人稱射擊遊戲，遊戲引擎採用虛幻引擎4，並預定在2016年8月推出。日本由GameOn發行，預定在2017年推出。
2021年6月2日，巴哈姆特電玩資訊站報導Neowiz透過徵才啟事透露正在招募新一批人才來製作以《戰地之王》世界觀的PC第一人稱射擊遊戲，將由虛幻引擎4的開放世界場景工具製作。

## 回響
遊戲在虛幻引擎3的開發下，在畫質方面取得不少好評：17173讚賞《戰地之王》作為線上遊戲勇敢探索了遊戲畫質—這個被視為線上遊戲的禁地，並認為在畫面效果上具備了與一些像是《彩虹六號系列》等主流單機FPS相抗衡的實力，也给FPS网络游戏发展指出了新方向；電腦之家（PChome.net）認為《戰地之王》以華麗絕倫的遊戲畫面刷新了FPS的定義，並與FPS電子競技的潮流完美結合；GameZone的jkdmedia讚賞虛幻引擎3精心打造的現代美學；F2P.com認為畫質方面沒有很差，但若能讓低階電腦也能運作良好的話甚至可以變成優勢，是個不應該被低估的因素；MMOHuts的Omer Altay讚賞遊戲的畫質非常華麗；Clubic表示虛幻引擎3的渲染非常好；新浪中國網路遊戲排行榜表示画面与欧美顶尖单机FPS游戏比起来仍有不足，甚至未发挥出虛幻引擎3应有的水平，但相比中國大陸內其他線上遊戲来说画面仍占据上风；台灣遊戲營運商戰谷表示：「《A.V.A 戰地之王》採用虛幻引擎3研發，具有細緻的光影效果、互動背景物件，玩家可以從遊戲中物品反射投影、光暈看出來，並依據特定目的來破壞、使用、移動背景物件；遊戲中槍枝的火花、震動等，都呈現擬真的物理效果。」中關村在線廣州站的王子睿點評：「不得不说，虚幻引擎拥有真实的物理效果与细腻的画面。」。
媒體對遊戲的微交易系統態度兩極；VG247認為《戰地之王》的微交易系統發揮的相當良好；GameZone認為想要在同一段時間快速升級或更換角色形象的話，花錢也是個不錯的選擇；Clubic認為最有爭議的是，普通玩家必須透過很長一段時間才能快速升等，但是付費玩家能很快克服這點，講難聽一點就是「付費贏」（Pay to Win，簡稱P2W）的概念，但只要玩家有耐心在沒有花錢的情況下也能成功克服這個問題。在2020年，製作團隊表示遊戲到了後期確實有受到P2W影響導致遊戲失衡的現象，但他們已經針對兵種以及槍枝種類做出許多調整。
遊戲人物分成三個不同兵種的設定也獲得讚賞：2010年10月16日，戰谷舉辦的簽約發表會上，因電視劇新兵日記走紅的代言藝人劉香慈表示狙擊兵是她最喜歡的兵種；GameZone的jkdmedia讚賞明智的安排三個不同的兵種可讓玩家面對不同狀況時做出應對，還有兵種之間良好的平衡。
2009年在中國大陸尚未開始公開測試的情況下，入選為世界電子競技大賽以及中國網遊競技大賽的比賽項目。2010年3月3日，中關村在線的董斌發表中國8款最熱門的FPS線上遊戲，其中包含了《戰地之王》並給予五顆中的四顆星。同年12月13日，韓國Neowiz Game宣布《戰地之王》進軍台灣市場獲得好成績。2011年在泰國完成封閉測試後，MMOSITE.com表示在玩家鼎立的支持下，《戰地之王》可能會獲得「年度最佳第一人稱射擊遊戲」的稱號。2013年7月16日，科技吶喊（Techshout.com）舉出了七款與《戰鬥武器》相似的射擊遊戲，其中包含了《戰地之王》。週刊Fami通第1486期中，Fami通在2017年4月6日至16日進行了日本人最愛的電子遊戲投票調查，每個人有三張票數可以投，其中投給第一人稱射擊遊戲和第三人稱射擊遊戲的人數相當少，全體超過一千人的人數中只有307人（男性90%、女性10%）投給了射擊遊戲，在這307人之中《戰地之王》獲得了41張票並且排名第九。同年12月12日，Yahoo奇摩公布了「10大熱搜電競遊戲」排行榜中，PC遊戲代表《戰地之王》拿到第7名。
媒體多少有拿《戰地之王》與其它第一人稱射擊遊戲作比較：威廉‧亞瑟（William Usher）分別在《電影混合》（Cinema Blend）和《改變玩家》（Alteredgamer.com）這兩個媒體網站簡略說《戰地之王》是免費版的《決勝時刻4：現代戰爭》，後來他在《電影混合》（Cinema Blend）發表認為《戰地之王》是《決勝時刻4：現代戰爭》的複製版，2011年7月18日，在免費獨立遊戲《War Inc. Battlezone》登上Steam平台時，他提到了同為免費線上遊戲的《戰地之王》並另外表示「《戰地之王》是韓國版的《決勝時刻4：現代戰爭》」，2015年9月17日，Nexon發佈了《攻殼機動隊Online》的宣傳影片時，亞瑟將它與《戰地之王》以及其它FPS遊戲做為比較並表示「《攻殼機動隊Online》擁有更漂亮的日本動畫藝術風格，亦有助於略為區分別於其他不知名的FPS複製體，例如《戰鬥武器》和《戰地之王》。」，威廉‧亞瑟（William Usher）先前還在《改變玩家》（Alteredgamer.com）將《戰地之王》與《戰鬥武器》做了比較：武器平衡方面《戰地之王》的武器數量沒有《戰鬥武器》那麼多項，但前者的武器有一定的質感和平衡。氛圍沉侵方面，《戰鬥武器》沒有《戰地之王》同品質的音效，後者更有沉侵感和氛圍。遊戲多樣性方面，《戰地之王》有原創性的戰車模式，但是《戰鬥武器》提供了更多的選項和地圖可選擇。最後選擇《戰鬥武器》為優勝者；MMOHuts的奧馬爾‧阿勒泰（Omer Altay）認為遊戲玩法就像動視的《決勝時刻4》但帶有獨特的感覺，他認為是因為不同的遊戲引擎所導致，也認為《戰地之王》在優秀的畫質和遊玩方面很容易與其它的戰術MMO顯出特色；MMOSite.com認為它帶有《決勝時刻》的風格；VG247認為可以與維爾福的《絕對武力》相提並論；GameSpot形容遊戲玩法類似《絕對武力》和早期的《決勝時刻》遊戲；Clubic則覺得遊戲玩法是《絕對武力》和《決勝時刻》這兩者之間的一半。
《戰地之王》在遊戲性上有做出與其他遊戲與眾不同但有被玩家銘記在心的設計，製作人鄭然擇表示他有發現玩家對於按下兩次W鍵來持槍奔跑的設計在其他線上遊戲看不到。

### 評分
GameZone的jkdmedia給予遊戲8/10分，他指出，Redduck反駁了「免費遊戲」僅是簡單、休閒類型的Flash遊戲這個說法，他並認為這款遊戲可以靠著強大的線上射擊遊戲體驗來輕易地與更大的商業遊戲競爭。F2P.com給予6.5/10分，並覺得這款遊戲是個非常經典的軍事主題，不同的兵種可使玩家學習現代FPS的特徵與要素。武器和人物的模組大體而言沒有問題，但是環境缺乏細節，動畫呈現也很沉重、很沒有吸引力，音效方面絕對令人失望和無聊。MMOHuts的Omer Altay給予的結論為優等。武器改造是他最愛的功能之一，雖然有點類似《戰鬥武器》和《Wolfteam》，但比前兩者來的更好、更有變化。遊戲的成就系統也是其他MMOFPS沒有的特點。他認為《戰地之王》是目前為止市場上最精緻和最有趣的免費MMO射擊遊戲之一。進入遊戲的音樂和語音指令音效都很棒。法國的Clubic給予6/10分，並表示遊戲中的爵士樂很不適合搭上故事背景。新浪中國網路遊戲排行榜給予8.3/10分，評定集战略性多兵种配合的游戏玩法、丰富的游戏模式以及变化多样的武器改装系统，号称“枪战神作”。

### 獎項
《戰地之王》除了使用當時世界先進的引擎外，遊戲的設計與規劃上也備受肯定，在韓國遊戲界取得過許多矚目的成就，包括2007年的「7月優秀遊戲獎」、2008年3月的「TG Award大獎及美術獎」以及2007年12月的韓國遊戲大獎三冠王「大總統獎」、「遊戲畫面技術創作獎」、「遊戲角色技術創作獎」。
遊戲大多在票選活動上獲獎：WebMoney Award、遊戲之星選拔賽以及巴哈姆特遊戲大賞。由台北市電腦公會主辦的台灣指標性遊戲獎項「GAME STAR 遊戲之星」票選活動上，自2011年遊戲之星選拔賽票選為「國外代理最佳線上遊戲類」銅賞之後，除了2013年以外，每年都獲得銀賞。日本票選活動WebMoney Award也是類似的情況，在2009年之後都獲得了「最佳遊戲獎」，但在2015年WebMoney Award上卻獲得了僅次第一的「大獎賞（Grandprix）」的第二「半大獎賞（Semi Grandprix）」。
| 日期           | 獎項                   | 類別                       | 結果 | 来源            |
| -------------- | ---------------------- | -------------------------- | ---- | --------------- |
| 2007年         | 2007年韓國遊戲大獎     | 大總統獎                   | 獲獎 | [ 29 ]          |
| 2007年         | 2007年韓國遊戲大獎     | 畫面技術獎                 | 獲獎 | [ 131 ]         |
| 2007年         | 2007年韓國遊戲大獎     | 角色技術獎                 | 獲獎 | [ 131 ]         |
| 2007年         | 2007年韓國遊戲大獎     | 優秀遊戲獎                 | 獲獎 | [ 131 ]         |
| 2009年12月13日 | 2009年WebMoney Award   | 最佳遊戲獎                 | 獲獎 | [ 122 ]         |
| 2010年12月28日 | 2010年WebMoney Award   | 最佳遊戲獎                 | 獲獎 | [ 123 ] [ 132 ] |
| 2012年1月19日  | 2011年WebMoney Award   | 最佳遊戲獎                 | 獲獎 | [ 124 ]         |
| 2012年1月31日  | 2011年遊戲之星選拔賽   | 國外代理最佳線上遊戲類     | 銅   | [ 117 ]         |
| 2012年12月20日 | 2012年WebMoney Award   | 最佳遊戲獎                 | 獲獎 | [ 125 ]         |
| 2013年1月25日  | 2012年遊戲之星選拔賽   | 國外代理最佳線上遊戲類     | 銀   | [ 118 ]         |
| 2014年         | 2013年WebMoney Award   | 最佳遊戲獎                 | 獲獎 | [ 126 ]         |
| 2014年7月10日  | 2014年巴哈姆特遊戲大賞 | 年度人氣線上遊戲（其它）   | 銀   | [ 133 ] [ 134 ] |
| 2015年1月27日  | 2014年遊戲之星選拔賽   | 國外代理線上遊戲           | 銀   | [ 119 ]         |
| 2015年1月28日  | 2014年WebMoney Award   | 最佳遊戲獎                 | 獲獎 | [ 127 ]         |
| 2015年7月16日  | 2015年巴哈姆特遊戲大賞 | 年度人氣線上遊戲（其它）   | 銅   | [ 135 ] [ 136 ] |
| 2016年1月28日  | 2015年遊戲之星選拔賽   | 國外線上遊戲               | 銀   | [ 120 ] [ 137 ] |
| 2016年1月29日  | 2015年WebMoney Award   | 半大獎賞（Semi Grandprix） | 獲獎 | [ 130 ]         |
| 2016年5月19日  | 2016年巴哈姆特遊戲大賞 | 年度人氣線上遊戲（其他）   | 銀   | [ 138 ]         |
| 2017年1月26日  | 2016年WebMoney Award   | 最佳遊戲獎                 | 獲獎 | [ 128 ]         |
| 2017年1月26日  | 2016年遊戲之星選拔賽   | 年度人氣線上遊戲           | 銀   | [ 121 ]         |
| 2017年12月27日 | 2017年WebMoney Award   | 最佳遊戲獎                 | 獲獎 | [ 129 ]         |

## 備註
1. ↑  包括泰國、新加坡、馬來西亞、印度尼西亞及菲律賓。
2. ↑  主要先由財務重整的企業來選擇買家，提出一開始的公開競標併購，有興趣的其他買家只能繼續加價，以便吸引更多對此企業有興趣的買家，若是最後無法吸引到更高價的競標，則一開始的買家將有權購買。

## 外部連結
- Fandom上的更多相关：戰地之王（英文）
- 南韓官方網站 （页面存档备份，存于）
- 日本官方網站 （页面存档备份，存于）（遊戲會封鎖非日本IP，但官方網站部分版面不會封鎖IP）
- 北美及欧洲官方網站（遊戲會封鎖IP，但網站不會）
- 中國大陸官方網站 （页面存档备份，存于）
- 臺灣、香港與澳門官方網站 （页面存档备份，存于）